# ولاکیش (شهرستان قدم‌جای)
ولاکیش (به لاتین: Valakish) یک منطقهٔ مسکونی در قرقیزستان است که در شهرستان قدم‌جای واقع شده‌است. ولاکیش ۲٬۱۰۰ نفر جمعیت دارد و ۱٬۰۶۷ متر بالاتر از سطح دریا واقع شده‌است.